# Federico Ferrari (Philosoph)
Federico Ferrari (* 15. September 1969 in Mailand) ist ein italienischer Philosoph und Kunstkritiker.

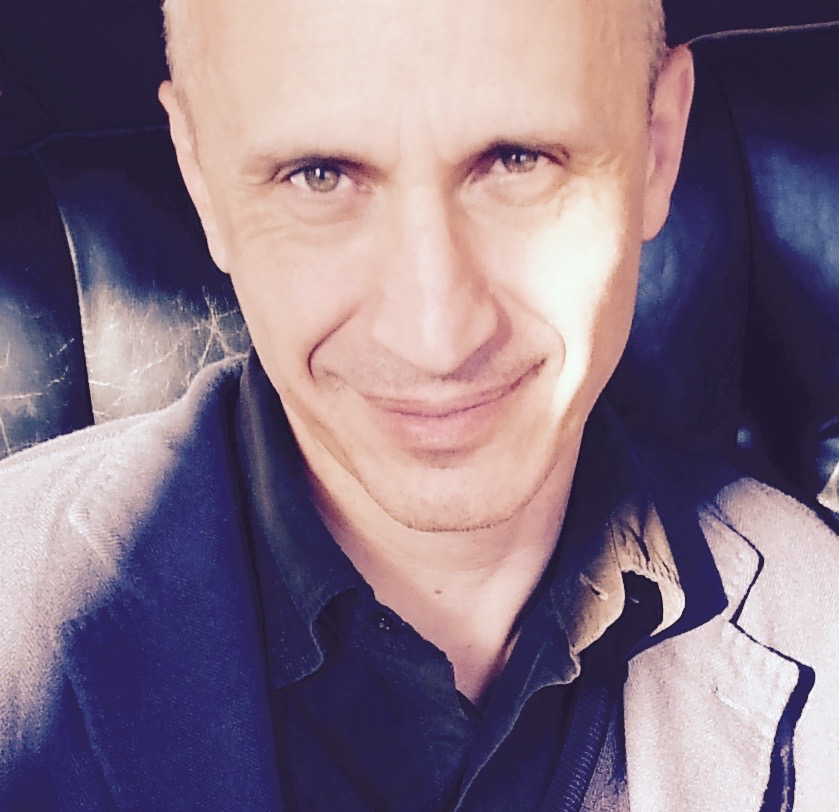
Federico Ferrari

## Leben
Zunächst befasste sich Ferrari mit der Bioethik. Das Problem der Euthanasie betreffend entwickelte er das Konzept der Dysthanasie, ein Ansatz, der von der Idee des «guten Todes» ausgeht, eine Heiligkeit des Lebens ablehnt und nicht auf eine Manipulation der Körper in einer strikt medizinisch-wissenschaftlichen Logik reduziert werden kann.
Beeinflusst durch Maurice Blanchot, Jean-Luc Nancy und Giorgio Agamben thematisierte Ferrari das labile Gleichgewicht zwischen der gemeinschaftlichen Erfahrung und der atomisierten Gesellschaft in der globalisierten Welt.
Zudem arbeitet Ferrari zu Themen des Bildes und der Kunst, unter anderem mit einer Studie zum dekonstruktivistischen Ansatz der musealen Institution (Lo spazio critico). In Zusammenarbeit mit Jean-Luc Nancy hat er zwei Werke verfasst, Die Haut der Bilder und Iconografia dell'autore.
Ferrari lehrt an der Accademia di Belle Arti di Brera in Mailand und ist Übersetzer von Georges Bataille, Maurice Merleau-Ponty, Maurice Blanchot, Pierre Klossowski und anderen.

## Schriften
Deutsch
- mit Jean-Luc Nancy: Die Haut der Bilder. diaphanes, Zürich, Berlin 2006, ISBN 978-3-935300-66-7.
- mit Jean-Luc Nancy: Ikonografie des Autors. Verlag Turia + Kant, Wien 2021

Italienisch
- La comunità errante. Bataille e l’esperienza comunitaria. Lanfranchi, Milano 1997; ISBN 88-363-0066-9.
- Nudità. Per una critica silenziosa. Vorwort von Carlo Sini. Lanfranchi, Milano 1999; ISBN 88-363-0068-5.
- Wolfgang Laib. West Zone, Venedig 1999 (italienisch/englisch).
- Jean-Luc Nancy: La pelle delle immagini. Bollati Boringhieri, Torino 2003; ISBN 978-88-339-1448-0.
- Lo spazio critico. Note per una decostruzione dell’istituzione museale. Mit Beiträgen von Johannes Cladders, Rosalind Krauss, Federico Nicolao, Hans-Ulrich Obrist, Giulio Paolini, Claudio Parmiggiani, Harald Szeemann. Sossella, Roma 2004; ISBN 978-88-87995-82-4.
- mit Tomas Maia, Federico Nicolao: La convocazione. Chorus, Genua 2006 (italienisch/französisch).
- Costellazioni. Saggi sull'immagine, il tempo e la memoria. Lanfranchi, Milano 2006; ISBN 978-88-363-0075-4.
- mit Jean-Luc Nancy: Iconografia dell'autore. Sossella, Roma 2006; ISBN 978-88-89829-11-0.
- mit Jean-Luc Nancy, Georges Didi-Huberman, Nathalie Heinich: Del contemporaneo. Mondadori, Milano 2007.
- Sub specie aeternitatis. Arte ed etica. Diabasis, Reggio Emilia 2008; ISBN 978-88-8103-524-3.
- Il re è nudo. Aristocrazia e anarchia dell'arte, Sossella, Roma 2011; ISBN 978-88-89829-94-3.
- L'insieme vuoto per una pragmatica dell'immagine, Johan & Levi, Milano 2013; ISBN 978-88-60100-92-4.
- L'anarca. Mimesis, Milano 2014; ISBN 978-88-575-2689-8.
- mit Jean-Luc Nancy, La fin des fins. Scène en deux actes, Nantes, Editions Cécile Defaut 2015; ISBN 978-2-35018-366-4.
- Visioni. Scritti sull'arte, Lanfranchi, Milano 2016; ISBN 978-88-363-0081-5.
- Oscillazioni. Frammenti di un'autobiografia. SE, Milano 2016; ISBN 978-88-67232-11-6.
- Il silenzio dell'arte. Roma, Sossella, 2021 ISBN 978-8-832-23193-9
- Estasi. mit Jean-Luc Nancy, Roma, Sossella, 2022 ISBN 979-1-259-98012-0